# Stora Jälken
Stora Jälken är en sjö i Hedemora kommun i Dalarna och ingår i Dalälvens huvudavrinningsområde. Sjön har en area på 0,5 kvadratkilometer och ligger 168,2 meter över havet. Sjön avvattnas av vattendraget Norsån (Garpenbergsån). Vid provfiske har abborre, gers, gädda och mört fångats i sjön.

## Delavrinningsområde

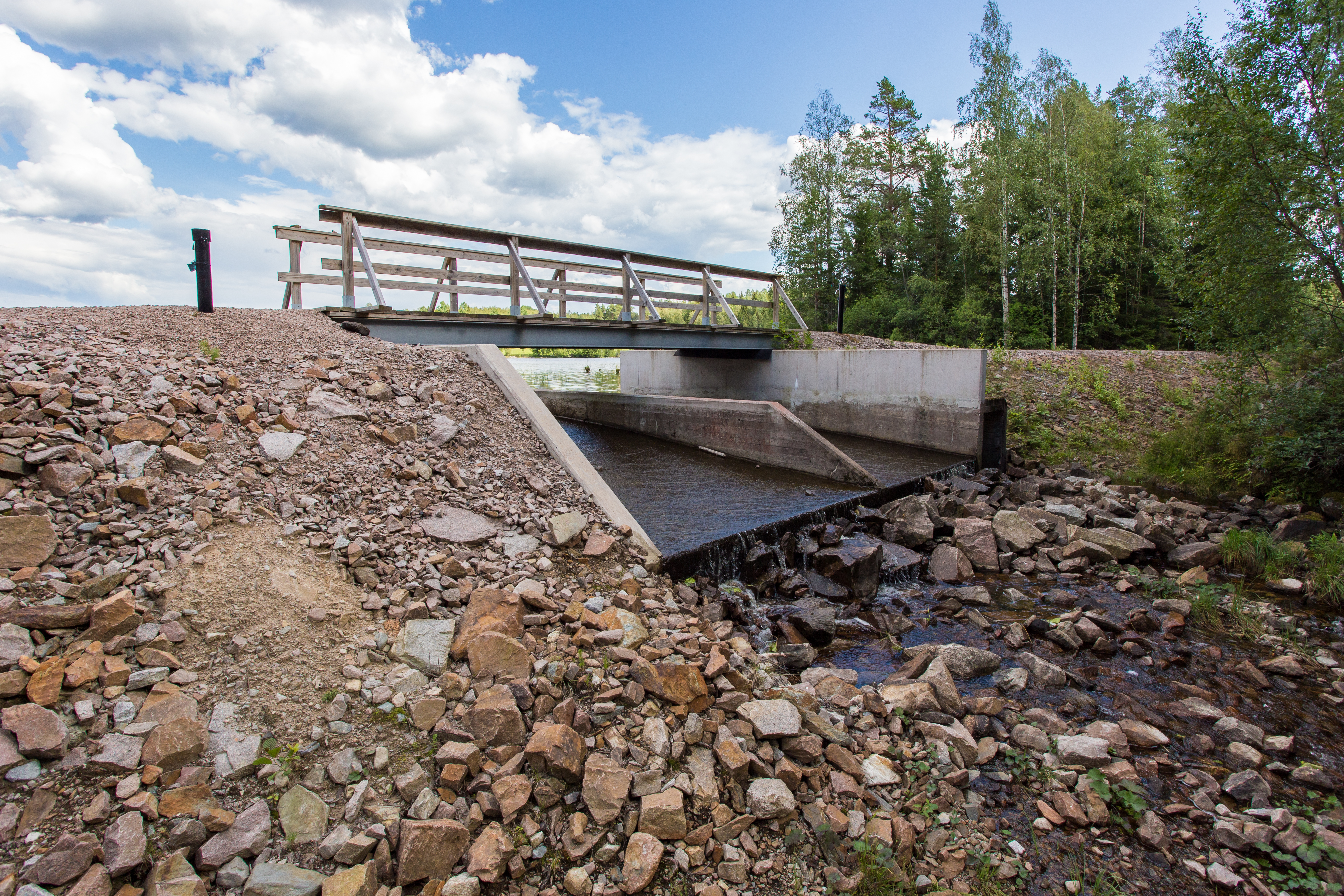
Utloppet från Stora Jälken till Norsån, vilken efter en kort sträcka når Lilla Jälken.

Stora Jälken ingår i det delavrinningsområde (668940-152536) som SMHI kallar för Utloppet av Stora Jälken. Medelhöjden är 200 meter över havet och ytan är 10,17 kvadratkilometer. Det finns inga avrinningsområden uppströms utan avrinningsområdet är högsta punkten. Norsån (Garpenbergsån) som avvattnar avrinningsområdet har biflödesordning 2, vilket innebär att vattnet flödar genom totalt 2 vattendrag innan det når havet efter 136 kilometer. Avrinningsområdet består mestadels av skog (76 procent). Avrinningsområdet har 0,57 kvadratkilometer vattenytor vilket ger det en sjöprocent på 5,6 procent.